# Iván Tona
Iván Tona (Hermosillo, Sonora; 1 de abril de 2000) es un futbolista mexicano, juega como mediocampista defensivo y su equipo actual es el Club Tijuana de la Primera División de México.

## Inicios
Comenzó en la filial de los Xolos de Tijuana en su ciudad Hermosillo, para después llegar a las categorías sub-20 aunque no lograría debutar en primera división.

### Dorados de Sinaloa
Llega al equipo de Expansión en el Guard1anes 2020 teniendo 29 partidos en total, anotando tan solo 3 goles.

### Cimarrones de Sonora
En el 2022 llega al equipo sonorense en el cual solo jugaría ese torneo y llegaría a la final siendo esta final la cual perderían contra el Atlético Morelia.

### Raya2 Expansión
Ese mismo año pero del Apertura 2022 llega a la filial del equipo del Club de Fútbol Monterrey jugando tanto como el Apertura 2022 y el Clausura 2023, aunque en este último torneo tendría pocos minutos de juego.

### Club de Fútbol Monterrey
Perteneciendo aun a la filial de los Rayados, haría oficialmente su debut en primera división el 14 de enero de 2023 frente al Cruz Azul, con el primer equipo solo jugo 4 juegos acumulando 22 minutos.

### Club Tijuana
Al año siguiente se une al equipo fronterizo de los Xolos, teniendo constante actividad con el equipo.